# Хоэнмокер
Хоэнмокер (нем. Hohenmocker) — община в Германии, в земле Мекленбург-Передняя Померания.
Входит в состав района Деммин. Подчиняется управлению Деммин-Ланд.  Население составляет 544 человека (на 31 декабря 2010 года). Занимает площадь 26,85 км².
Коммуна подразделяется на 6 сельских округов.